# Xanthoparmelia multipartita
Xanthoparmelia multipartita är en lavart som först beskrevs av R. Br. ex Cromb., och fick sitt nu gällande namn av Hale. Xanthoparmelia multipartita ingår i släktet Xanthoparmelia och familjen Parmeliaceae.   Inga underarter finns listade i Catalogue of Life.